# Batracomorphus inachus
Batracomorphus inachus är en insektsart som beskrevs av Knight 1983. Batracomorphus inachus ingår i släktet Batracomorphus och familjen dvärgstritar. Inga underarter finns listade i Catalogue of Life.